# Northwich Victoria Football Club
Il Northwich Victoria Football Club è una squadra inglese che gioca nel Victoria Stadium a Wincham, Northwich, Cheshire nella North West Counties League Premier Division, il nono livello della Struttura piramidale delle leghe calcistiche inglesi.

## Storia
Il club è stato fondato nel 1874 e battezzato in onore della Regina Vittoria. È una delle 100 società calcistiche più antiche del mondo ancora in attività.
Nelle stagioni 1881-1882 e 1888-1889 ha raggiunto (e perso) la finale di Coppa del Galles, competizione nella quale ha inoltre raggiunto la semifinale nelle stagioni 1882-1883, 1884-1885 e 1887-1888. Ha inoltre giocato 3 finali di FA Trophy: nella stagione 1983-1984 si è aggiudicato la coppa, mentre nelle stagioni 1982-1983 e 1995-1996 è stato finalista perdente; in aggiunta, nelle stagioni 1981-1982 e 2006-2007 ha raggiunto la semifinale di tale torneo. Inoltre, nella stagione 2018-2019 ha raggiunto la semifinale di FA Vase.

## Soprannomi
Questo club ha numerosi soprannomi:
- Vics e The Vics (abbreviazioni di Victoria).
- The Trickies, che deriva da Tricky, il nome della loro mascotte, un gatto del Cheshire come quello protagonista del romanzo Alice nel Paese delle meraviglie scritto da Lewis Carroll, che era nato nel vicino villaggio di Daresbury.
- The Victorians.
- Salt Boys/Men, dovuto al fatto che Northwich è stato in passato sede di scambi commerciali di sale.

## Stadi
Alla sua fondazione, nel 1874, il Northwich giocava nel Drill Field, nel centro di Northwich, ma questo stadio fu demolito nel 2002.
Un nuovo impianto di gioco venne costruito a Wincham, a pochi chilometri fuori dalla città: chiamato Victoria Stadium, venne ufficialmente inaugurato da Sir Alex Ferguson nel 2006.

## Allenatori
| Data         | Nome               |
| ------------ | ------------------ |
| 1935-47      | Billy Wootton      |
| 1947-48      | Harry Ware         |
| 1948-49      | Sandy McNab        |
| 1949-51      | Harry Ware         |
| 1951         | Billy Russell      |
| 1951-52      | Thomas Ashley      |
| 1952-53      | Harry Ware         |
| 1953-54      | Arthur Woodruff    |
| 1954         | Tom Manley         |
| 1955-57      | Jack Boothway      |
| 1957         | Ron Carey          |
| 1958-62      | Jack Bonnell       |
| 1963-64      | Roy Clarke         |
| 1964-65      | Bill Heardley      |
| 1965         | Norman Kirkam      |
| 1965-66      | Ronnie Cope        |
| 1966-68      | Felix Reilly       |
| 1968         | Arthur Cumberlidge |
| 1968-69      | Noel Kelly         |
| 1969         | Don Moore          |
| 1969-71      | Jack Bonnell       |
| 1971-72      | John Green         |
| 1972-73      | Terry Bradbury     |
| 1973         | Jackie Murdie      |
| 1973-74      | Brian Taylor       |
| 1974-75      | Tommy Spratt       |
| 1975-77      | Paul Ogden         |
| 1977         | Bob Murphy         |
| 1977-78      | George Heslop      |
| 1978-80      | Ray Williams       |
| 1980         | Paul Ogden         |
| 1980-81      | Stan Storton       |
| 1981         | Ian McNeill        |
| 1981         | Lammie Robertson   |
| 1981-84      | John King          |
| 1984-85      | Terry Murphy       |
| 1985-86      | Mike Pejic         |
| 1986         | Stuart Pearson     |
| 1987-91      | Cliff Roberts      |
| 1991         | Martin Dobson      |
| 1991–1993    | Sammy McIlroy      |
| 1993–1995    | John Williams      |
| 1995-1996    | Brian Kettle       |
| 1996         | Mark Hancock       |
| 1996–1998    | Phil Wilson        |
| 1998–2000    | Mark Gardiner      |
| 2000–2001    | Keith Alexander    |
| 2001–2003    | Jimmy Quinn        |
| 2003         | Steve Davis        |
| 2003         | Alvin McDonald     |
| 2003–2004    | Shaun Teale        |
| 2004–2007    | Steve Burr         |
| 2007         | Neil Redfearn      |
| 2007         | Paul Warhurst      |
| 2007–2008    | Dino Maamria       |
| 2008         | Mike Marsh         |
| 2008–2009    | Steve King         |
| 2009–present | Andy Preece        |

## Palmarès

### Competizioni nazionali
- FA Trophy: 1

1983-1984
- Conference North: 1

2005–2006
- Conference League Cup: 2

1979-1980, 1992-1993
- Northern Premier League Challenge Cup: 1

1972-1973

### Competizioni regionali
- Cheshire County League: 1

1956-1957
- Drinkwise Cup: 1

1992-1993
- Cheshire Senior Cup: 18

1879–1880, 1880–1881, 1881–1882, 1883–1884, 1884–1885, 1888–1889, 1928–1929, 1936–1937, 1949–1950, 1954–1955, 1971–1972, 1976–1977, 1978–1979, 1983–1984, 1993–1994, 2009–2010, 2010–2011, 2013-2014
- Staffordshire Senior Cup: 3

1978-1979, 1979-1980, 1989-1990

### Altri piazzamenti
- Northern Premier League:

Secondo posto: 1976-1977, 2011-2012
Promozione: 1978-1979

## Rivalità
Il Northwich ha una feroce rivalità con il Witton Albion, che gioca a poco più di 3 chilometri dal Victoria Stadium.
Il Northwich ha anche una sentita rivalità con l'Altrincham.

## Statistiche e record
Il miglior realizzatore del Northwich è Peter Burns, che segnò 158 gol in 353 partite durante gli anni 1953-61.

## Organico

### Rosa 2012-2013
| N. |                        | Ruolo | Calciatore      |
| -- | ---------------------- | ----- | --------------- |
|    | Inghilterra (bandiera) | P     | Ryan Robinson   |
|    | Inghilterra (bandiera) | P     | Gary Spotswood  |
|    | Inghilterra (bandiera) | P     | Craig Vernon    |
|    | Inghilterra (bandiera) | D     | Sam Christensen |
|    | Inghilterra (bandiera) | D     | Travis Gray     |
|    | Inghilterra (bandiera) | D     | John Hardiker   |
|    | Inghilterra (bandiera) | D     | Grant Niblett   |
|    | Inghilterra (bandiera) | C     | Lee Dodgson     |
|    | Inghilterra (bandiera) | C     | Joe Guest       |
|    | Inghilterra (bandiera) | C     | Charlie Joyce   |
|    | Inghilterra (bandiera) | C     | Ashley Kelly    |
|    | Zimbabwe (bandiera)    | C     | Izzy Mbire      |

| N. |                         | Ruolo | Calciatore         |
| -- | ----------------------- | ----- | ------------------ |
|    | Inghilterra (bandiera)  | C     | Connor Millington  |
|    | Inghilterra (bandiera)  | C     | Paul Mooney        |
|    | Inghilterra (bandiera)  | C     | Adriano Rigoglioso |
|    | Inghilterra (bandiera)  | C     | Theo Thompson      |
|    | Inghilterra (bandiera)  | A     | Ross Farran        |
|    | RD del Congo (bandiera) | A     | Odilon Koubemba    |
|    | Inghilterra (bandiera)  | A     | Chris Luby         |
|    | Inghilterra (bandiera)  | A     | Joe Middleton      |
|    | Inghilterra (bandiera)  |       | Jordan Neild       |
|    | Inghilterra (bandiera)  |       | Conor Roberts      |
|    | Inghilterra (bandiera)  |       | Eddie Toner        |
|    | Inghilterra (bandiera)  |       | Matthew Walsh      |